# تفتیش عقاید رومی

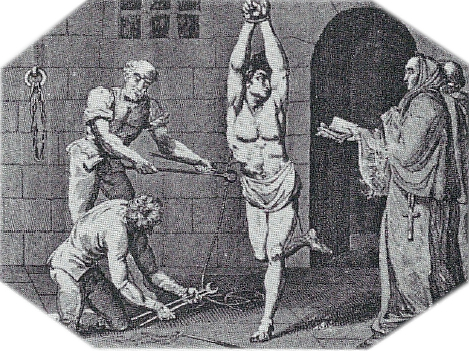
کشیش‌های مسیحی در قرون وسطی به «تفتیش عقاید» در محکمه‌های بازجویی دینی روی آورده بودند. در این نقاشی، کشیش‌ها مراسم شکنجه مردی که متهم به همجنس‌گرایی شده‌است را پیش‌از اعدام‌ش نظارت و صحنه‌گردانی می‌کنند.

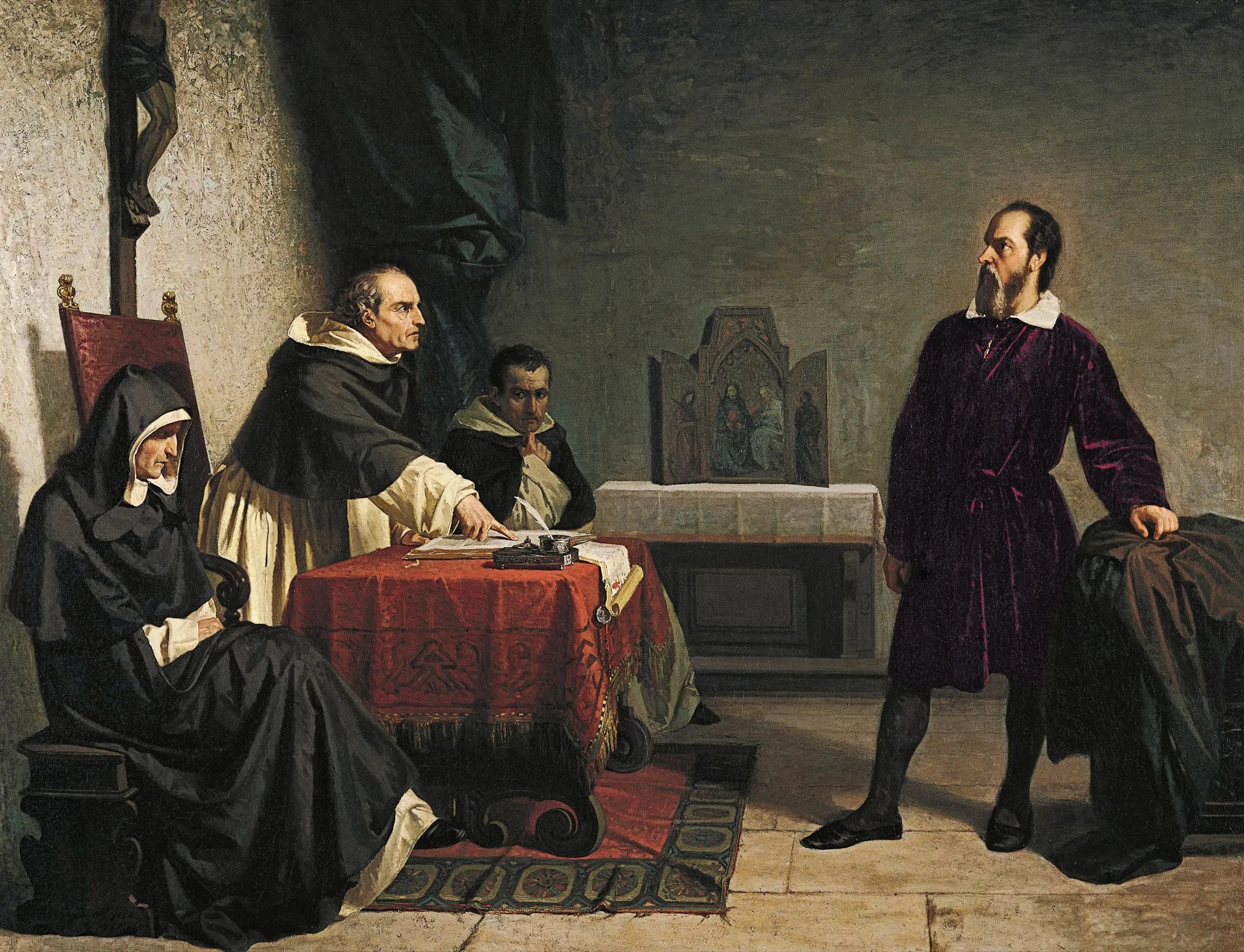
اثری از کریستیانو بانتی به نام «گالیله در محکمهٔ بازجویی دینی»، ۱۸۵۷ میلادی.

اَنکیزیسیون (به فرانسوی: Inquisition)، با نام رسمی جماعت عالی مقدس تفتیش عقاید رومی و جهانی، دادگاه‌های بازجویی دینی و تفتیش عقاید بود، که سدهٔ سیزدهم میلادی از سوی پاپ گرگوری نهم بنیان نهاده‌شد و در طول جنگ‌های مذهبی پروتستان‌ها و کاتولیک‌ها در سده‌های شانزدهم و هفدهم میلادی، بسیار فعال بود و با تکیه بر قدرت حکومت دینی از قرائت خاص کلیسای کاتولیک دفاع می‌کرد و به سرکوب و آزار دیگر قرائت‌ها از مسیحیت می‌پرداخت. انگلستان، تنها کشور قارهٔ اروپا بود که در آن محکمه‌های انکیزیسیون تسلط پیدا نکرد. سدهٔ ۱۸ میلادی، محکمه‌های تفتیش عقاید در اغلب کشورها و قلمروهای اروپایی برچیده شد و در اسپانیا، ناپلئون بناپارت آن را از میان برد.
نیکلاس کوپرنیک و گالیلئو گالیله از کسانی بودند که به‌اتهام «افکار کفرآمیز» در محکمهٔ تفتیش عقاید محاکمه شدند.